# Ali Zaid
Ali Zaid (en árabe: علي محمد زيد السادة‎; Catar; 20 de enero de 1961) es un exfutbolista de Catar que jugaba en la posición de centrocampista.

## Carrera

### Club
Jugó toda su carrera con el Al-Arabi de 1980 a 1987 con el que fue campeón nacional en dos ocasiones y ganó cuatro copas nacionales.

### Selección nacional
Jugó para Catar en cuatro partidos en 1984 donde anotó un gol, el cual fue ante Arabia Saudita en el empate 1-1 en la Copa Asiática 1984 jugada en Singapur. También estuvo en la selección que participó en los Juegos Olímpicos de Los Ángeles 1984.

## Logros
- Liga de fútbol de Catar: 2

1982/83, 1984/85
- Copa del Emir de Catar: 2

1982/83, 1983/84
- Copa del Jeque Jassem: 2

1980, 1982

## Estadísticas

### Goles con Selección nacional
| N.º | Fecha     | Sede                                | Rival          | Gol | Resultado | Torneo             |
| --- | --------- | ----------------------------------- | -------------- | --- | --------- | ------------------ |
| 1.  | 8-12-1984 | National Stadium, Kallang, Singapur | Arabia Saudita | 1–0 | 1–1       | 1984 AFC Asian Cup |